# Manis javanica
Il pangolino del Borneo (Manis (Paramanis) javanica Desmarest, 1822) è un mammifero dell'ordine dei Pholidota.

## Descrizione
La lunghezza del corpo, testa compresa, è tra 45 e 70 cm; quella della coda tra 35 e 65 cm. Il peso è tra 3 e 5 kg. I maschi sono più grandi delle femmine. Il colore delle scaglie è tra l'ambrato e il marrone; la pelle è biancastra, mentre il pelo (che, come negli altri pangolini asiatici, è anche tra le scaglie) è più scuro. La testa e gli occhi sono piccoli. Per difendersi dalle termiti e formiche che cacciano possono chiudere narici e orecchie. Le zampe anteriori sono dotati di forti artigli adatti allo scavo. La coda è prensile. Le femmine hanno un solo paio di mammelle.

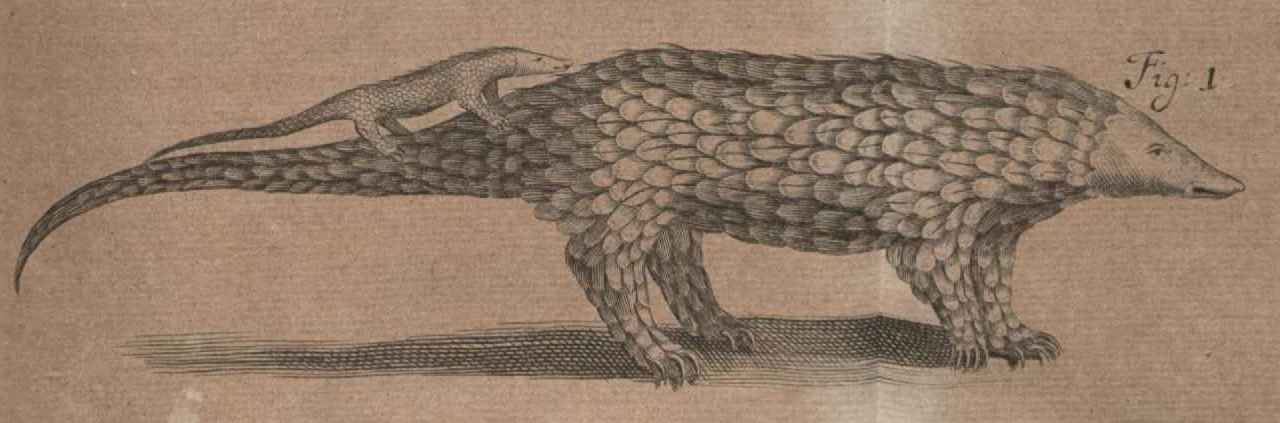
Rappresentazione di un pangolino in una tavola degli Acta Eruditorum del 1689

## Biologia
La dieta consiste di formiche e termiti. Vive al suolo e scava tane, ma è anche un eccellente arrampicatore. Ha abitudini notturne.

## Distribuzione e habitat
Vive nelle foreste dell'Indocina e dell'Indonesia, dalla Birmania e dal Vietnam al Borneo, Giava e Sumatra.

## Conservazione
La IUCN red list considera questa specie «in pericolo critico».